# الضفيرة الكبدية
الضفيرة الكبدية هي ضفيرة عصبية تتبع الجهاز العصبي الودي ونظيرة أخري تتبع الجهاز العصبي اللاودي تعمل على تغذية أنسجة الكبد بالأعصاب، كما تساهم في تغذية بعض الهياكل البطنية الأخرى.
يتكون مكونها الودي من الضفيرتين البطنية والمساريقية العلوية؛ ويتكون مكونها اللاودي من الجذعين المبهمين الأمامي والخلفي.

## تشريح

### المستقبلات

#### الودي
تستقبل الضفيرة الأعصاب الواردة الودية ما بعد العقدية من الضفيرة البطنية، والضفيرة المساريقية العلوية. الضفيرة الكبدية هي أكبر مشتق من الضفيرة البطنية.

#### اللاودي
تستقبل الضفيرة الأعصاب الواردة الباراسمبثاوية قبل العقدية بشكل أساسي من الجذع المبهم الأمامي، مع مساهمة أقل من الجذع المبهم الخلفي. يصدر الجذع المبهم الأمامي فرعًا كبديًا واحدًا أو أكثر من الجذع المبهم الأمامي الذي يمر في الجزء العلوي من الثرب الصغير للوصول إلى الضفيرة الكبدية.

### المؤثرات والتوزيع
الضفيرة هي المصدر الرئيسي لتغذية أنسجة الكبد. ترافق السيالات الصادرة من الضفيرة فروع الثالوث البابي عبر بوابة الكبد إلى الكبد، لتصل في النهاية إلى الخلايا الكبدية الفردية.
تنشأ فروع دقيقة متعددة من الضفيرة لتنتشر إلى المرارة والقنوات الصفراوية خارج الكبد.
بعضها يرافق الشريان المعدي الثربي ليساهم بشكل طفيف في تغذية المعدة. وبعضها الآخر يرافق الشريان المعدي الأيمن ليصل إلى البواب ويساهم في تغذية المعدة. وبعضها يرافق الشريان المعدي الإثني عشري وفروعه ليصل إلى البواب، والاثني عشر القريب، والبنكرياس. 

## وظيفته

### كبدي
بخلاف دورها في توسط انقباض الأوعية الدموية، فإن وظيفة الأوعية الصادرة للضفيرة غير واضحة. يبدو أن الأوعية الصادرة تشارك في تنظيم عملية التمثيل الغذائي الكبدي، والتحكم في تدفق الدم الجيبي. مع ذلك، فإن الضفيرة ليست أساسية وظيفيًا، كما يتضح من استمرار عمل الكبد المزروع حيث تُقطع الأوعية الصادرة للضفيرة أثناء عملية الزرع.
تشارك المواد الصادرة إلى الكبد في النقل العصبي الكوليني والأميني والببتيدي والنيتروجيني.

### القناة الصفراوية
المكون اللاودي من العصبونات الصادرة من الضفيرة إلى المرارة والقناة الصفراوية خارج الكبد هو المحرك الحشوي ويعصب العضلات الملساء في جدران القنوات والمرارة.

## روابط خارجية
- Douglas Eastwood, M.D.؛ Nathan A. Womack, M D. (يوليو 1951). "Sympathetic Nerve Block in Early Acute Cholecystitis". Arch. Surg. ج. 63 ع. 1: 128–131. DOI:10.1001/archsurg.1951.01250040131019. PMID:14837606.